# Iablunivka, Iemilciîne
Iablunivka (în ucraineană Яблунівка) este un sat în comuna Serbo-Slobidka din raionul Iemilciîne, regiunea Jîtomîr, Ucraina.

## Demografie
Componența lingvistică a localității Iablunivka
     Ucraineană (99,35%)
     Alte limbi (0,65%)
Conform recensământului din 2001, majoritatea populației localității Iablunivka era vorbitoare de ucraineană (99,35%), existând în minoritate și vorbitori de alte limbi.